# Гемпшири
Гемпшири — напівтонкорунна порода овець м'ясного напряму. Виведена у 19 столітті в англійському графстві Гемпшир схрещуванням місцевих овець з соутдаунськими.
Вівці гемпширської породи безрогі, темноголові, у них тулуб широкий і міцний. Гемпшири скороспілі, добре використовують сіяні пасовища. Жива маса баранів становить 90-110 кг, вівцематок 65-70 кг. Річний настриг вовни від баранів становить 5-6 кг, вівцематок — 3-4 кг. Вовна біла, напівтонка, завдовжки 7-8 см, тонина 50-58 якості, однорідна. Плодючість до 150 ягнят на 100 вівцематок.
Гемпширів було використано для виведення литовської чорноголової та горьковської порід овець. У Казахстані за СРСР було створено групу м'ясо-вовнових овець — помісей гемпширів з курдючними вівцями.

## Виноски
1. ↑   Гемпшири. // Українська радянська енциклопедія : у 12 т. / гол. ред. М. П. Бажан ; редкол.: О. К. Антонов та ін. — 2-ге вид. — К. : Головна редакція УРЕ, 1974–1985.
2. ↑   Гемпшири. // Українська сільськогосподарська енциклопедія. Т. 1. — К., 1972. С. 292.